# Poecilobactris militaris
Poecilobactris militaris – gatunek chrząszcza z rodziny kózkowatych i podrodziny zgrzypikowych. Jedyny przedstawiciel rodzaju Poecilobactris.

## Zasięg występowania
Gatunek ten występuje w Afryce Wschodniej, notowany w Kenii oraz Tanzanii.